# Oddział partyzancki Armii Krajowej „Żbik”
Oddział partyzancki „Żbik” – oddział partyzancki Armii Krajowej utworzony w połowie 1943 roku na terenie Obwodu Gorlice Armii Krajowej, od września 1944 wchodził w skład 1 Pułku Strzelców Podhalańskich AK.

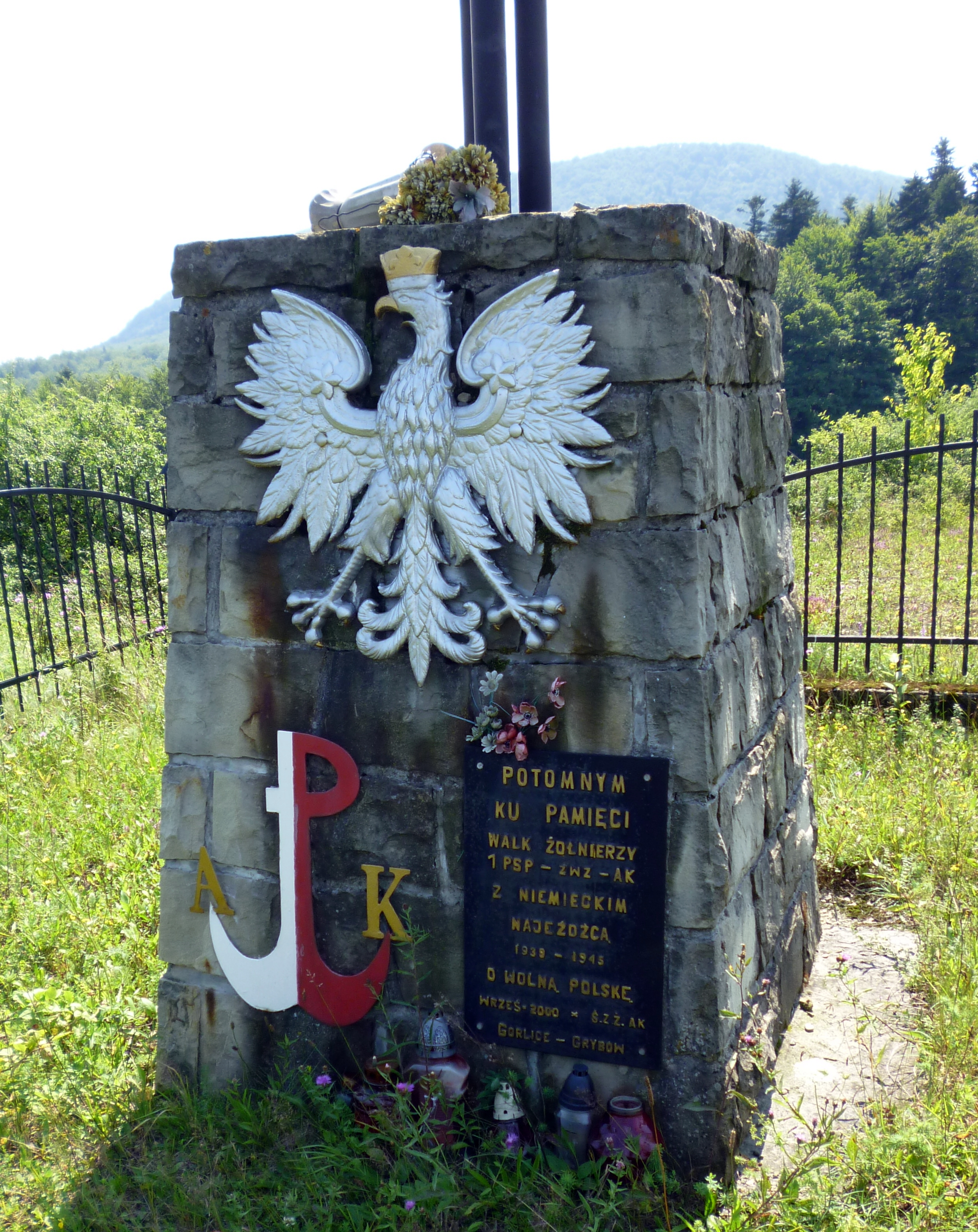
Pomnik upamiętniający miejsce akcji partyzanckich przy drodze Grybów-Gorlice

## Historia oddziału
W 1941 r. Obwód Gorlice Związku Walki Zbrojnej posiadał rozbudowaną sieć placówek konspiracyjnych. W 1943 r. na terenie Obwodu Gorlickiego, wskutek dekonspiracji w organizacjach niepodległościowych i łapanek Polaków na roboty przymusowe w III Rzeszy, zagrożeni aresztowaniem uciekinierzy z robót przymusowych i konspiratorzy musieli się ukrywać. Jednymi z poszukiwanych przez policję niemiecką i Gestapo byli: Józef Gucwa, Franciszek Paszek, bracia Górscy z Ropy – Jan, Andrzej i Piotr, Stanisław Siemek, który zbiegł z transportu na roboty przymusowe do Niemiec. Byli to pierwsi partyzanci, inicjatorzy powstania oddziału partyzanckiego „Żbik”. Podczas wspólnego spotkania konspiracyjnego złożyli propozycję utworzenia oddziału partyzanckiego, dowództwo obwodu wyraziło na to zgodę.
Oddział partyzancki „Żbik” powstał w połowie 1943 roku, na dowódcę oddziału wyznaczono ppor. rezerwy Stanisława Siemka ps. „Świerk”. Pod koniec 1943 roku oddział liczył ok. 20 żołnierzy. W późniejszym czasie do OP „Żbik” wchodziły także drużyny partyzanckie utworzone spośród mieszkańców wsi z powiatu gorlickiego. W drużynach tych byli żołnierze, którzy nie byli poszukiwani przez Gestapo, nie musieli się ukrywać, jednak byli członkami konspiracji i na szkolenia, akcje partyzanckie wstawiali się na wezwanie swoich dowódców. Takie drużyny utworzono w placówkach: Łużna, Szalowa, Biesna, Wola Łużańska. Baza partyzancka znajdowała się w lesie pod szczytem Zielonej Góry, gdzie partyzanci zbudowali drewniany szałas zwany „budą” oraz magazyn na prowiant i uzbrojenie.
Kapelanem oddziału był ks. Ignacy Dziedziak, który rezydował w kaplicy na Podchełmiu, gdzie na plebanii ukrywano archiwum oddziału, odbywały się narady oraz udzielano schronienia rannym partyzantom, a w kaplicy odprawiano także konspiracyjne nabożeństwa.
Stan żołnierzy oddziału powiększał się stopniowo, w skład OP „Żbik” wchodziły także drużyny z poszczególnych placówek terenowych. Placówki skupiały mniejsze grupy partyzanckie, które przyjęły nazwy: OP „Cios” – dowódca Bolesław Koryga ps. „Orlik”, OP „Miecz” – dowódca por. Feliks Nowak ps. „Śmiały”. Do oddziału przyjmowano także uciekinierów z obozów jenieckich, np. żołnierza brytyjskiego, uciekiniera ze Stalag VIII B, Walijczyka Fredericka Sheady ps. „Aliant”, uciekiniera z obozu zagłady Auschwitz-Birkenau Kazimierza Brennera ps. „Oświęcim”, dezertera, Ślązaka przymusowo wcielonego do Wermachtu oraz jeńców sowieckich zbiegłych z obozów jenieckich.
Pod koniec kwietnia 1944 r. podpisano umowę scaleniową: w rozmowach uczestniczyli: delegat Inspektoratu Armii Krajowej w Nowym Sączu Wojciech Lipczewski ps. „Andrzej”, komendant Obwodu AK w Gorlicach Mieczysław Przybylski ps. „Michał”, z Batalionów Chłopskich (BCh): Narcyz Wiatr ps. „Zawojna”, powiatowy komendant w Gorlicach Ludwik Dusza ps. „Gałązka”, naczelnik powiatowej Ludowej Straży Bezpieczeństwa Józef Duma ps. „Dąb”. Współpraca i umowa scaleniowa została zerwana 15 listopada 1944 r. na skutek zastrzelenia w Łyczanej 22 października Kazimierza Wątróbskiego ps. „Sęp”, który był dowódcą oddziału partyzanckiego „Sablik” LSB, przez żołnierza AK Stanisława Bieńka ps. „Just”.
W 1944 r. w obozie partyzanckim przebywała także grupa dezerterów z oddziału Legionu Azerbejdżańskiego. Z tej grupy utworzono pluton o kryptonimie „Katiusza” pod dowództwem lejtnanta ps. „Miszko”, we wrześniu 1944 r. grupa ta liczyła 25 partyzantów, po kilku tygodniach przeszła do radzieckiego oddziału partyzanckiego w rejonie Magury Małostowskiej.
W ramach przygotowań do Akcji Burza w Inspektoracie Nowy Sącz utworzony został 1 Pułk Strzelców Podhalańskich Armii Krajowej. Po zaprzysiężeniu pułku 24 września 1944 roku, żołnierze OP „Żbik” weszli w skład III batalionu 1 PSP AK dowodzonego przez kpt. Mieczysława Przybylskiego ps. „Michał”.

## Akcje bojowe
Partyzanci OP „Żbik” najczęściej atakowali mniejsze oddziały niemieckie, patrole niemieckie, samochody na Ropskiej Górze. Oddział Bolesława Korygi ps. „Orlik”, na drodze Stróże-Gródek, zaatakował 25-osobowy oddział niemiecki, w walce bez strat własnych zginęło 5 Niemców, zdobyto 10 karabinów i amunicję. Oddział „Żbik” współpracował także z oddziałem partyzanckim „Zawierucha” BCh. Oddział Bolesława Korygi stoczył walkę z żołnierzami niemieckiej szkoły podoficerskiej w Kwiatonowicach. Oddział „Orlika” przeprowadził atak na posterunek straży granicznej w Wysowej oraz placówkę na Magurze Małostowskiej. W okolicy Klimkówki, w potyczce z żołnierzami SS „Galizien”, zdobyto broń i 7 koni. Partyzanci rozbrajali Niemców przeprowadzających akcje kontyngentowe, niszczyli listy kontyngentowe, takie akcje przeprowadzono w Bystrej, Białej Wyżnej, Krużlowej. Partyzanci atakowali na drogach z zaskoczenia: samochody, pojedynczych niemieckich żołnierzy, zdobywając w ten sposób broń, uzbrojenie, mundury. Z czasem przy drogach Grybów – Gorlice, Łużna – Gorlice, Niemcy ustawili tablice ostrzegawcze „Achtung! Banditengefahr! Einzeln nicht fahren” (tłum. „Uwaga! Bandyci! Nie jeździć pojedynczo”).

## Represje żołnierzy OP „Żbik” po 1945
W styczniu 1945 r. oddział został rozwiązany, partyzanci powrócili do domów. Rozpoczęły się aresztowania byłych członków AK i partyzantów. Franciszek Paszek ujawnił się i zdał broń, aresztowany przez NKWD zbiegł z konwoju na Syberię.
Niektórzy żołnierze OP „Żbik” pozostali w konspiracji, prowadzili walkę z komunistyczną władzą do 1947 r. W oddziale „Huragan” pod dowództwem Andrzeja Szczypty ps. „Zenit” byli to: Ludwik Obrzut ps. „Kukułka”, Konrad Gosztal ps. „Konrad”, Władysław Kmak ps. „Borsuk”, Jan Widełko ps. „Czarny II”. Franciszek Tomaszkiewicz 16 lutego 1948 r. został aresztowany przez Ministerstwo Bezpieczeństwa Publicznego, po przesłuchaniach i torturach został skazany na dożywotnie więzienie. Strutyński Gracjan ps. „Stopka” aresztowany przez NKWD został wywieziony na Syberię.

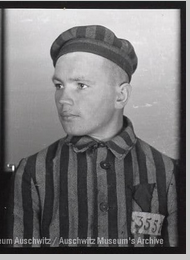
Kazimierz Brenner ps. „Oświęcim”, więzień z KL-Auschwitz, po ucieczce partyzant OP „Żbik”

## Polegli żołnierze oddziału „Żbik”
- Stanisław Leszczyc-Przywara ps. „Szary” – pochwycony przez Niemców, torturowany, przesłuchiwany i zastrzelony w Ptaszkowej,
- Frederick Sheady ps. „Aliant”[a][9] , Józef Majocha – zginęli 10 marca 1944 w Stróżach,
- Władysław Kędra ps. „Cień”, Kazimierz Brenner ps. „Oświęcim” zginęli 26 czerwca 1944 w Szymbarku
- ppor. Jan Poczobut Odlanicki ps. „Kniaź” – zginął 24 grudnia 1944 w pobliżu Kaplicy na Podchełmiu,

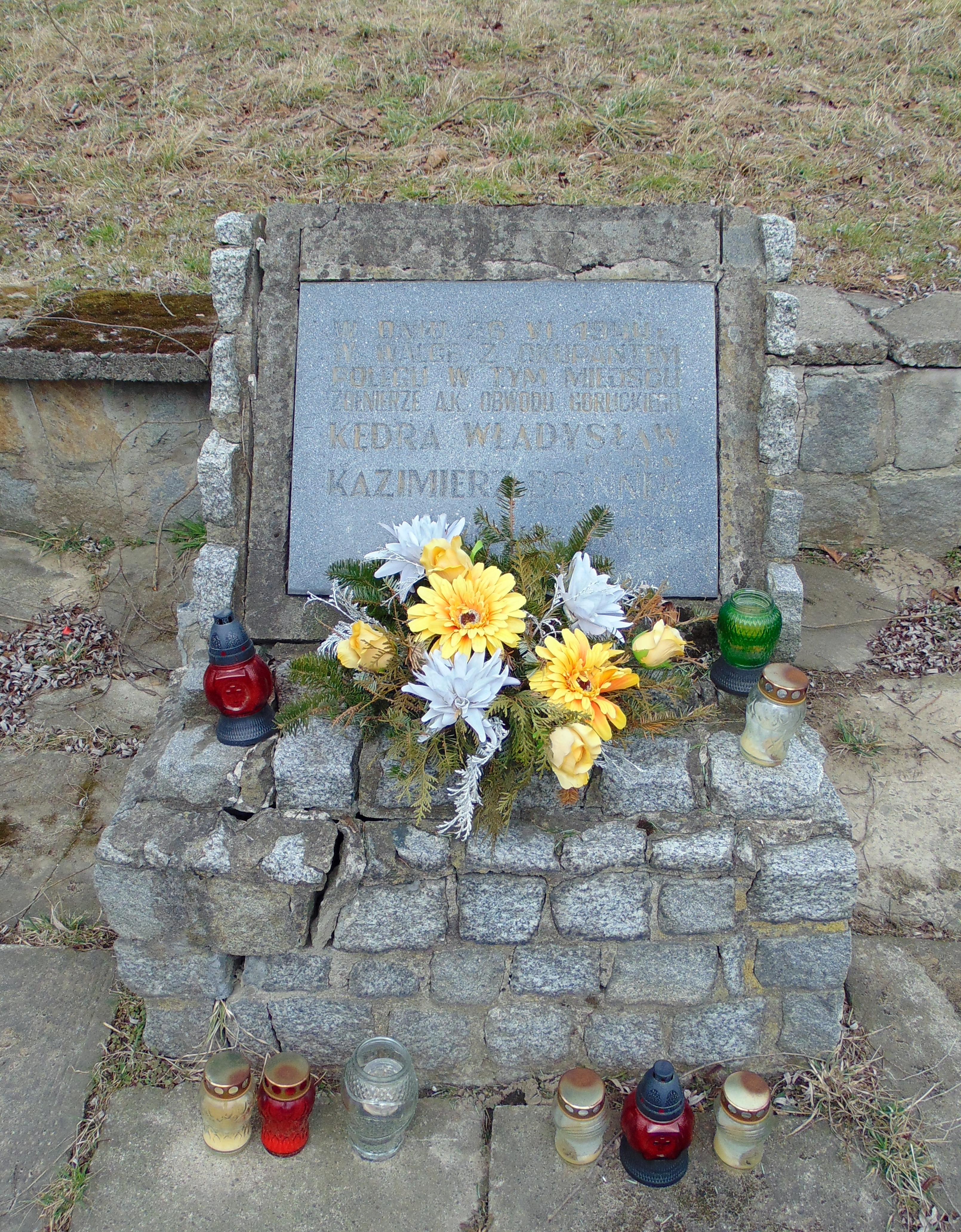
Szymbark, pomnik upamiętniający poległych partyzantów: Władysława Kędrę ps. „Cień”, Kazimierza Brennera ps. „Oświęcim” z oddziału „Żbik” AK

## Upamiętnienie
- pomnik na Ropskiej Górze przy szosie Grybów-Gorlice DK28, w miejscu gdzie partyzanci najczęściej atakowali niemieckie pojazdy i patrole,
- pomnik w Grybowie na cmentarzu komunalnym upamiętniający partyzantów Armii Krajowej,
- pomnik w Stróżach, upamiętniający poległych partyzantów AK i BCh, którzy zginęli 10 marca w 1944 r. w Stróżach,
- pomnik w lesie, w masywie Zielonej Góry w miejscu, gdzie była baza Oddziału Partyzanckiego „Żbik”,
- pomnik w Szymbarku, przy drodze, miejsce śmierci dwóch partyzantów poległych w czasie akcji uwolnienia czterech partyzantów,
- tablica upamiętniająca oraz gablota ze sztandarem OP „Żbik” znajduje się w kościele parafialnym w Gródku.

## Skład oddziału

### Dowództwo
- dowódca – por. Stanisław Siemek ps. „Świerk” (do lipca 1944),
- dowódca – ppor. Franciszek Paszek ps. „Kmicic” (lipiec 1944 – styczeń 1945),

### Oficerowie
- ppor. Jan Poczobut Odlanicki ps. „Kniaź”,
- kapelan – ks. Ignacy Dziedziak,
- kapelan – ks. Edward Nitka ps. „Edek” od lata 1944 r.
- lekarz – dr Władysław Stieber ps. „Zator”,
- lekarz – dr. Zdzisław Wiktor (1940-43)
- kwatermistrz, zaopatrzeniowiec – Włodzimierz Olszewski z Grybowa,
- zaopatrzeniowiec – Jan Morańda ps. „Hipek”,

## I pluton
- dowódca – ppor. Franciszek Paszek ps. „Kmicic”

## II pluton
- dowódca – ppor. Bolesław Koryga ps. „Orlik”,

## III pluton
- dowódca – ppor. Nowak Feliks ps. „Śmiały”.